# Кедровский, Василий Иванович
Василий Иванович Кедровский (16 [28] декабря 1865, Владимирская губерния  — 4 декабря 1937, Москва) — русский и советский бактериолог, патологоанатом и лепролог, профессор Московского университета. Потомственный почётный гражданин.

## Биография
Родился 16 (28) декабря 1865 года в семье священника. В метрическом свидетельстве о рождении указано, что родился он в селе Овчухи Владимирского уезда; в одной из анкет Кедровский указал местом своего рождения село Вишенки Суздальского уезда.
Учился во Владимирской духовной семинарии, откуда был исключён за участие в «семинарском бунте». Пришлось завершать среднее образование в Шуйской мужской гимназии, по окончании которой в 1886 году поступил на юридический факультет Московского университета. Уже в 1-м семестре перешёл на медицинский факультет, который окончил в декабре 1891 года со степенью лекаря с отличием. Был оставлен при университете и работал на кафедре патологической анатомии под руководством М. Н. Никифорова и И. Ф. Клейна: с февраля 1892 года — сверхштатным лаборантом, с ноября 1893 — сверхштатным помощником прозектора.
В 1896 году успешно защитил докторскую диссертацию «Условия кислородной жизни анаэробных бактерий» и в марте 1898 года утверждён приват-доцентом — преподавал курс медицинской бактериологии. С марта 1902 года он — прозектор и доцент по патологической гистологии.
В декабре 1910 года он был назначен директором Бактериологического института имени Г. Н. Габричевского при Московском университете, продолжая преподавать в Московском университете.
В марте 1914 года он стал сверхштатным экстраординарным профессором Московского университета, с июня 1916 — штатным; и в течение 1916—1918 годов — заведующий кафедрой. В апреле 1918 года не прошёл по конкурсу и, оставив кафедру в университете, стал профессором патологической анатомии в Высшей медицинской школе, откуда в 1924 году перешёл во Второй Московский государственный университет.
С 1925 года занимал должность заведующего морфологическим отделом Института экспериментальной эндокринологии Наркомздрава РСФСР; в 1925—1927 годах — заведующий патолого-анатомической бактериологической лабораторией в московском Психоневрологическом институте; в 1926—1937 годах занимал должность заведующего лепрозным отделением Центрального тропического института Наркомздрава РСФСР.
С 1926 года — член Международной ассоциации лепрологов.
После выхода на пенсию был (в 1933—1935 годах) научным консультантом Центрального туберкулёзного института.
Умер 4 декабря 1937 года. Похоронен на Новодевичьем кладбище (колумбарий 39-3-1).

## Научные работы
Основные научные работы посвящены микробиологии, эпидемиологии, и патологической анатомии проказы и туберкулёза; изучал изменчивость микробов кислотоустойчивых групп. Мировую известность принесло Кедровскому исследование «Об искусственных разводках проказы» (1890)

## Комментарии
1. ↑  Эта дата соответствует метрическому свидетельству[1], однако некоторые источники указывают дату рождения Кедровского как 18 (30) декабря 1865 года[2][3].